# Сергинское сельское поселение (Пермский край)
Сергинское се́льское поселе́ние — упразднённое муниципальное образование в Кунгурском районе Пермского края Российской Федерации.
Административный центр — село Серга.

## История
Статус и границы сельского поселения установлены Законом Пермской области от 27 декабря 2004 года № 1987-436 «Об утверждении границ и о наделении статусом муниципальных образований Кунгурского района Пермской области»
Законом Пермского края от 9 декабря 2020 года упразднено 22 декабря 2020 года в связи с объединением Кунгура и Кунгурского муниципального района в Кунгурский муниципальный округ, все сельские поселения упразднены.

## Население
| 2010  | 2012  | 2013  | 2014  | 2015  | 2016  | 2017  |
| ----- | ----- | ----- | ----- | ----- | ----- | ----- |
| 2244  | ↘2223 | ↗2240 | ↘2202 | ↘2179 | ↘2147 | ↘2102 |
| 2018  | 2019  | 2020  | 2021  |       |       |       |
| ↘2082 | ↘2034 | ↘2024 | ↘1989 |       |       |       |

## Состав сельского поселения
| №  | Населённый пункт | Тип населённого пункта       | Население |
| -- | ---------------- | ---------------------------- | --------- |
| 1  | Андроново        | деревня                      | 6         |
| 2  | Баженово         | деревня                      | 0         |
| 3  | Будайки          | деревня                      | 32        |
| 4  | Выползово        | деревня                      | 45        |
| 5  | Гари             | деревня                      | 79        |
| 6  | Горбунята        | деревня                      | 80        |
| 7  | Дураково         | деревня                      | 10        |
| 8  | Елкино           | деревня                      | 7         |
| 9  | Закурья          | деревня                      | 2         |
| 10 | Зарека           | деревня                      | 101       |
| 11 | Киселево         | деревня                      | 6         |
| 12 | Кислово          | деревня                      | 26        |
| 13 | Кузино           | деревня                      | 151       |
| 14 | Кулачево         | деревня                      | 5         |
| 15 | Пустынники       | деревня                      | 123       |
| 16 | Садок            | деревня                      | 0         |
| 17 | Серга            | село, административный центр | ↘1274     |
| 18 | Стерлягово       | деревня                      | 18        |
| 19 | Шатово           | деревня                      | 6         |
| 20 | Щелканы          | деревня                      | 36        |